# 布赖斯高-上黑林山县
布赖斯高-上黑林山县（Landkreis Breisgau-Hochschwarzwald）是德国巴登-符腾堡州的一个县，隶属于弗赖堡行政区，首府弗赖堡。

## 地理
布赖斯高-上黑林山县北面与埃门丁根县，东面与黑林山-巴尔县，东南面与瓦尔茨胡特县，西南面与勒拉赫县，西面与法国阿尔萨斯相邻，西面的莱茵河构成德国与法国的国界。布赖斯高-上黑林山县的首府弗赖堡在地理上位于布赖斯高-上黑林山县内，但行政上并不属于布赖斯高-上黑林山县。